# Wilkeslandkrater
De Wilkeslandkrater is een vermoedelijke inslagkrater in het Wilkeslandgebied op Antarctica die in 1962 voor het eerst werd beschreven door Richard A. Schmidt. 
Ruim 40 jaar later vond een tweede beschrijving plaats. 

## Wilkesland anomalie
Door R. A. Schmidt werd in 1962 verondersteld dat zich onder het Wilkesland-ijsplateau een inslagkrater kon bevinden. Dat deed hij op basis van seismisch- en zwaartekrachtonderzoek  die waren gedaan tijdens de Victoria Land Traverse in 1959–1960 (VLT), en de gegevens die hem werden aangeleverd door J. G. Weihaupt, geofysicus van het VLT-team. (Geophysical Studies in Victoria Land, Antarctica, Report No. 1, Geophysical and Polar Research Center, University of Wisconsin, blz. 1–123). Hierbij was een zwaartekrachtanomalie aan het licht gekomen.
Schmidt overwoog verder de mogelijkheid dat het de moeilijk te bepalen bron van de tektiet kon zijn van het 790.000 jaar oude Australaziatisch meteoriet-inslaggebied.

EGM2008 Kaart met de zwaartekrachtanomalie

De hypothese werd uiteengezet in een verslag door J. G. Weihaupt in 1976. Aanwijzingen zijn met name een grote negatieve zwaartekrachtanomalie samenvallend met een depressie onder het ijs met een doorsnee van 243 km en een diepte van 848 meter.
De verklaring werd betwist door C. R. Bentley in 1979. In een verslag geschreven door J. G. Weihaupt et al. in 2010 werd aangetoond dat de kritiek van Bentley niet juist was. De Earth Impact Database (Rajmon 2011) heeft op basis van Weihaupt's paper de  Wilkes Land Anomaly opgewaardeerd van "mogelijke inslagkrater" naar "waarschijnlijke inslagkrater". Enkele andere mogelijke inslagkraters zijn inmiddels voorgesteld door andere onderzoekers in de Ross Sea, in West Antarctica, en in de Weddellzee.

## Massa concentratie

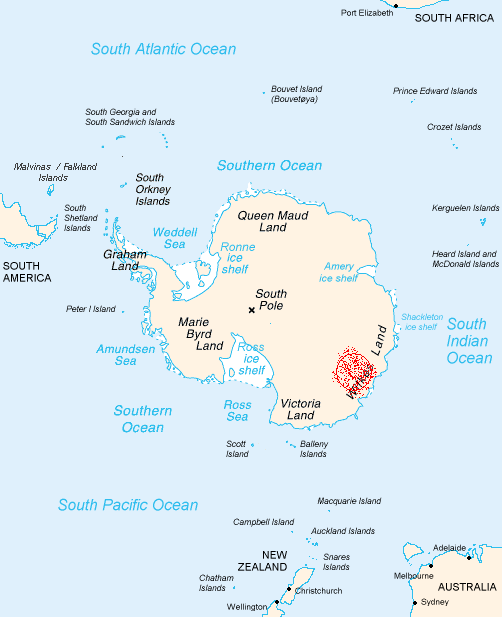
Kaart van Antarctica, met de door von Frese veronderstelde krater in rood

De Wilkesland-massaconcentratie  is gelegen op 70°ZB en 120°OL en werd voor het eerst gemeld op een conferentie in mei 2006 door een team onderzoekers geleid door Ralph von Frese en Laramie Potts van de Ohio State University.
Het team gebruikte zwaartekrachtmetingen van NASA-satellieten (GRACE) om een 300 km brede massaconcentratie te identificeren en bemerkte dat deze anomalie is gelegen in een grotere ring-structuur. Deze ring is zichtbaar op radarbeelden van het landoppervlak onder de Antarctische ijskap. Deze combinatie doet hen denken dat het verschijnsel een 480 km brede inslagkrater is, meer dan 2,5 keer groter dan de 180 km doorsnee van de Chicxulubkrater.
Wegens de ligging onder de ijskap zijn er geen monsters beschikbaar om direct bewijs van inslag te krijgen. Er zijn andere verklaringen mogelijk voor de massaconcentratie, zoals dat deze gevormd is door een mantelpluim of andere grootschalige vulkanische activiteit.
Omdat massaconcentraties in de loop van de tijd vervagen, denken Frese en zijn team dat de structuur minder dan 500 miljoen jaar oud is, en kan zijn verstoord door de riftvallei die zich 100 miljoen jaar geleden vormde toen Australië werd gescheiden van het supercontinent Gondwana.
De onderzoekers hebben gespeculeerd dat de inslag en kratervorming hebben bijgedragen aan deze scheiding door het verzwakken van de aardkorst in dat gebied, en aan het beëindigen van het Perm. Ook zou het ontstaan van vulkanische activiteit in Siberië, aan de tegenovergestelde zijde van de aarde, erdoor kunnen zijn veroorzaakt.
Er zijn echter ook andere kandidaten die de PT-grens veroorzaakt kunnen hebben, zoals de Bedoutkrater voor de kust van West-Australië. Er is echter geen overeenstemming over de vraag of een inslag het einde van het Perm, en het bijbehorende uitsterven van veel soorten veroorzaakt kan hebben.
De afwezigheid van een goed aanwijsbare laag door de inslag opgeworpen materiaal uit de tijd van de PT-grens op Victorialand en het centraal Transantarctisch Gebergte is een argument tegen het plaatsgevonden hebben van enige inslag van bovengenoemd formaat.